# Gasthof zum goldenen Löwen (Halle (Saale))

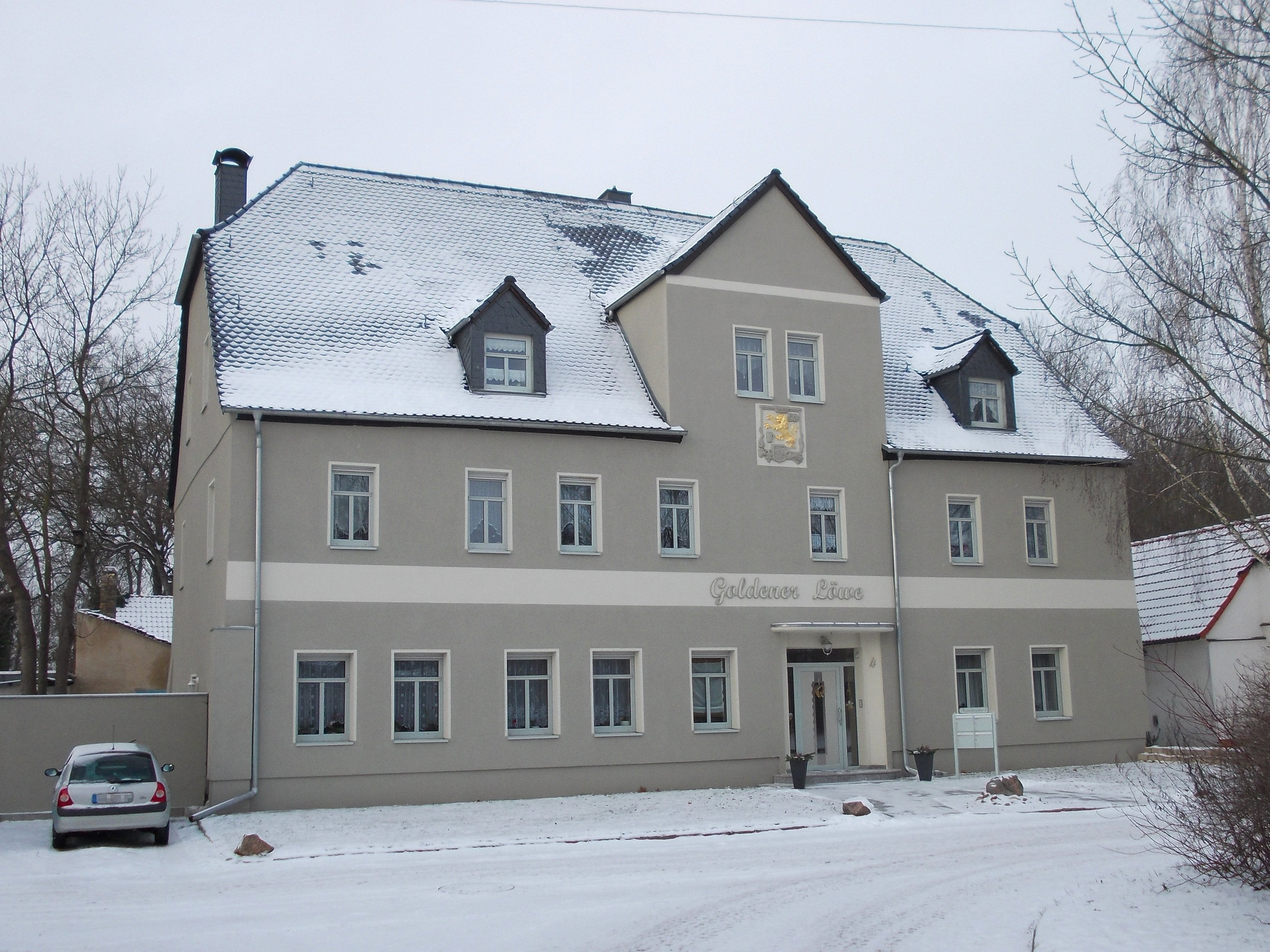
Der ehemalige Gasthof im Januar 2013.

Der Gasthof zum goldenen Löwen (heutige Inschrift „Goldener Löwe“) zählt als ehemaliger Grenzgasthof zu den bekanntesten halleschen Gasthöfen im Ortsteil Reideburg am Kapellenplatz (historisch „Capellenende“). Sein Name ist angelehnt an das Staatssymbol Kursachsens bzw. des späteren Königreichs Sachsen.
Direkt durch den Gasthof verlief bis 1815 die Landesgrenze zwischen dem Kurfürstentum Sachsen und Preußen, und in unmittelbarer Nähe befand sich die Zollstation. Südlich befand sich sächsisches, nördlich erzbischöfliches bzw. preußisches Gebiet. Durch die unterschiedlichen Gesetzgebungen war das Bier auf sächsischer Seite preiswerter, da es auf preußischer Seite mit hohen Steuern belegt war. Es ist überliefert, dass im 18. Jh. im geteilten Schankraum des Gasthofs preußische Werber junge Männer aus Sachsen betrunken machten und dann versuchten, diese über die Grenze zu bringen, um sie für das preußische Militär zu rekrutieren. Aufgrund dieser unterschiedlichen Gesetzgebungen wurde zum Beispiel im sächsischen Teil gefeiert und im preußischen Teil hielten sich kartenspielende Gendarmen und Deserteure auf. Mitte des 18. Jahrhunderts beschreibt der Chronist Johann Christoph von Dreyhaupt:

„Das Dorf bestehet aus 55 Feuerstätten, einer Schmiede und drei Schenken, davon eine in Magdeburgischer Hoheit liegt und Amtsbier schenkt, die beiden anderen aber im Sächsischen Capellen Ende liegen, und Bier nehmen können wo sie wollen, mehrenteils aber Merseburger schencken.“

Der Gasthof verfügte über einen Saal, in dem Theater und Konzerte stattfanden, es gab ein Gartenlokal, Kegelbahnen sowie Fremdenzimmer und Vereinszimmer.
Als 1700 ein Theaterverbot ausgesprochen wurde, welches Friedrich der Große 1771 nochmals explizit für die Universitätsstadt Halle aussprach, wich man mit den Theaterveranstaltungen auf die kursächsische Seite des Gasthofs aus.
Im Zweiten Weltkrieg wurde der Gasthof kurzzeitig als Rüstungsbetrieb genutzt. Nach dem Krieg wurde der Gasthof wieder aufgebaut und als HO-Gaststätte betrieben. 1965 wurde er wegen schwerer Baumängel geschlossen. Später und bis zur Wende war im Erdgeschoss eine Zweigbibliothek der Stadtbibliothek Halle untergebracht. Heute wird das sanierte Gebäude als Wohnhaus genutzt, der Saal verfällt.